# Vinica (Slovacchia)
Vinica (in ungherese Ipolynyék) è un comune della Slovacchia facente parte del distretto di Veľký Krtíš, nella regione di Banská Bystrica.